# مؤتمر النساء بين الحلفاء
افتتح المؤتمر النسائي المشترك بين الحلفاء (المعروف أيضًا باسم المؤتمر التحكيمي للدول الحليفة والولايات المتحدة) في باريس في 10 فبراير 1919. وعقد مؤتمر موازٍ لمؤتمر باريس للسلام، عُقد لعرض قضايا المرأة لعملية السلام بعد نهاية الحرب العالمية الأولى. مُنعت قيادات الحركة الدولية لحق النساء في التصويت من المشاركة في الإجراءات الرسمية عدة مرات قبل أن يُسمح لها أخيرًا بتقديم عرض أمام منظمة العمل الدولية. وأخيراً، سُمح للمرأة في 10 أبريل بتقديم قرار إلى لجنة عصبة الأمم. غطى المؤتمر الاتجار بالمرأة وبيعها، ووضعها السياسي والاقتراع، وتحويل التعليم ليشمل الحقوق الإنسانية لجميع الأشخاص في كل دولة.
على الرغم من فشل النساء المعنيات في تحقيق العديد من أهدافهن، إلا أن جهودهن كانت المرة الأولى التي سُمح فيها للنساء بالمشاركة الرسمية في مفاوضات معاهدة دولية. ونجحوا أيضًا في الحصول على حق المرأة في العمل بجميع القدرات، سواء كانت موظفة أو مندوبة، في منظمة عصبة الأمم.

## الخلفِيَّة

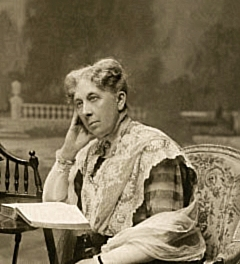
مارغريت دي ويت شلمبرغر، منظّمة المؤتمر

كانت عواقب الحرب العالمية الأولى عميقة، فسقطت أربع إمبراطوريات؛ كما نشأت بلدان عديدة أو استعادت استقلالها، وأحدثت تغييرات هامة في المناخ السياسي والثقافي والاقتصادي والاجتماعي للعالم. وكان مؤتمر باريس للسلام في عام 1919 المنتدى الأولي لتحديد شروط السلام، وكان ذلك عن طريق تصميم مؤتمر عالمي يضم ممثلين من 33 دولة، معنيون بولاية واسعة النطاق تشمل إنشاء مجتمع دولي جديد يقوم على مبادئ أخلاقية وقانونية. وعليه؛ دعا المجلس المنظمات غير الحكومية إلى المساعدة في أعماله، وكان محط اهتمام المنظمات غير الحكومية وجماعات الضغط الحريصة على النهوض بجدول أعمالها من خلال الدعوة القوية.
في البداية، كان منظمو مؤتمر السلام قد خططوا لوضع المعاهدات على أساس الجلسات العامة. بيد أن الحاجة إلى استعادة الاستقرار والسرية والتقدم السريع منعت الجلسات العامة من القيام بذلك.  وبدلاً من ذلك، عُقدت اجتماعات المجلس الأعلى برئاسة رئيس الوزراء ووزير الخارجية كل من القوى الرئيسية المملكة المتحدة، وفرنسا، وإيطاليا واليابان، والولايات المتحدة، كجلسات تفاوض للمندوبين الحاضرين. وقد صاغت اثنتان وخمسون لجنة مستقلة ولجان عديدة، تتألف من دبلوماسيين وخبراء في السياسات وغيرهم من المتخصصين، مواد المعاهدات المختلفة وقدمتها كتوصيات إلى المجلس الأعلى. ومن بين اللجان المختلفة لجنة مسائل العمل ولجنة عصبة الأمم التي ستوافق في نهاية المطاف على الاجتماع بمندوبات نساء.
عندما اجتمع قادة العالم للتفاوض على صياغة شروط السلام بعد الهدنة، كتبت مارغريت دي ويت شلمبرغر نائبة رئيس التحالف الدولي لحق المرأة في الاقتراع ورئيسة المنظمة المساعدة، الاتحاد الفرنسي لحق المرأة في الاقتراع، رسالة مُؤرخة 18 يناير 1919 إلى الرئيس الأمريكي، وودرو ويلسون، تحثه على السماح للنساء بالمشاركة في المناقشات التي من شأنها أن توجه مفاوضات المعاهدة وصنع السياسات. وبسبب القلق من جرائم الحرب المرتكبة ضد المرأة وعدم وجود أي منفذ رسمي للعمل السياسي النسائي، كتب المطالبون بمنح حق المرأة في التصويت إلى ويلسون مرة أخرى في 25 كانون الثاني/يناير. وأكدت أنه نظرًا لأن بعض النساء قاتلن إلى جانب الرجال، ولأن نساء كثيرات قدمن الدعم للرجال في الحرب، فإنه ينبغي معالجة قضايا المرأة في المؤتمر. على الرغم من اعتراف ويلسون بمشاركتهم وتضحياتهم، إلا أنه رفض منح المرأة دورًا رسميًا في عملية السلام، معتبرًا أن مخاوفهم كانت خارج نطاق المناقشات وأن مندوبي المؤتمر لم يكونوا في وضع يسمح لهم بإخبار الحكومات كيفية إدارة شؤونهم الداخلية.
اجتمع وفد من 80 امرأة فرنسية بقيادة فالنتين تومسون رئيسة تحرير لمجلة «La Vie Feminine» وابنه الوزير السابق غاستون تومسون، بالرئيس ويلسون في 1 شباط/فبراير في فيلا مورات للضغط من أجل إدراجهن في مناقشات مؤتمر السلام. وكان رده مماثلا لموقفه السابق بأن قضايا العمالة يمكن أن تناقش، ولكن الحقوق المدنية والسياسية للمرأة هي قضايا محلية. وخلال المؤتمر الدولي لمنظمة برن الدولية الذي عقد في برن، سويسرا، في الفترة من 3 إلى 8 شباط/فبراير، عقدت المشاركات من اللجنة النسائية الدولية للسلام الدائم اجتماعًا خاصًا نظمته روزيكا شويمر، السفيرة الهنغارية في سويسرا ومؤسسة الرابطة النسائية الهنغارية. وقرر أعضاء الوفود في مؤتمر برن أنهم سيدعمون عصبة الأمم المشكلة ديمقراطيًا ومشاركة المرأة في مؤتمر باريس للسلام.
واستجابة لذلك، دعت نساء من الاتحاد الفرنسي لحق المرأة في الاقتراع والمجلس الوطني للمرأة الفرنسية، تحت قيادة مارغريت دي ويت شلمبرغر، زملاء دوليين للاجتماع في باريس في مؤتمر موازٍ من المقرر افتتاحه في 10 شباط/فبراير. وأرسلوا دعوات إلى المنظمات المشاركة في حركة الاقتراع في جميع دول الحلفاء، طالبين من المندوبين المشاركة في مؤتمر نسائي لتقديم آرائهم ومخاوفهم إلى مندوبي المؤتمر «الرسمي».
وبموازاة ذلك، عملت الناشطات النسويات الفرنسيات على إقناع المندوبين الذكور بدعم مشاركة المرأة، لأنهن كن مقتنعات بأن التعاون والتنسيق الدوليين ضروريين لحل المشاكل الاجتماعية والاقتصادية المحلية. وكان من بين النساء اللاتي استجابن للدعوة إلى المشاركة كمندوبات أو تقديم معلومات عن الأوضاع في بلدانهن ممثلون من فرنسا وإيطاليا والمملكة المتحدة والولايات المتحدة، فضلًا عن أرمينيا وبلجيكا ونيوزيلندا وبولندا ورومانيا وجنوب أفريقيا.

## الإجراءات

### فبرايِر

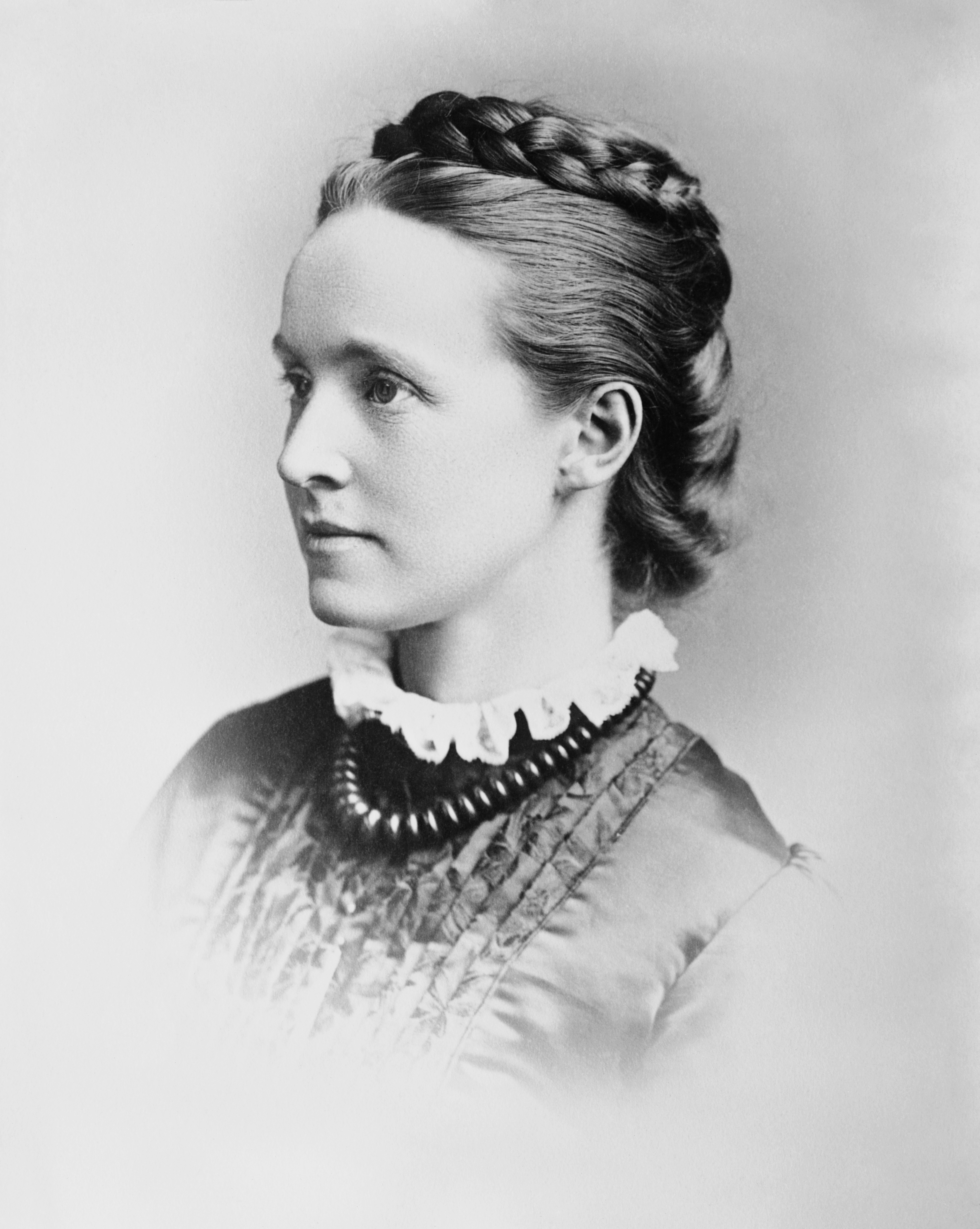
ميليسنت فاوست

جرت مفاوضات مؤتمر باريس للسلام من كانون الثاني/يناير إلى أيار/مايو 1919، في حين انعقد مؤتمر المرأة من منتصف شباط/فبراير إلى منتصف نيسان/أبريل. وفي 10 شباط/فبراير، عندما افتتح المؤتمر النسائي، بدأت تومسون ولويز كومبان، وهي كاتبة وعضو في الاتحاد الفرنسي لحق المرأة في الاقتراع العمل كمحررتين ومترجمتين لأمينة المؤتمر النسائي، سوزان غرينبرغ وهي محامية ونائبة رئيس جمعية جون بارو في باريس وأمينة اللجنة المركزية للاتحاد الفرنسي لحق المرأة في الاقتراع. وكتبت كونستانس دريكسل، مراسلة صحفية ألمانية-أمريكية، رسائل يومية إلى جريدة شيكاغو تريبيون وتعاونت مع المندوبات طوال المؤتمر.
وفي 11 شباط/فبراير قام وفد برئاسة ميليسنت فاوست، وهي قيادية في حركة الاقتراع البريطانية ورئيسة الاتحاد الوطني للجمعيات المعنية بحق المرأة في التصويت، بزيارة ويلسون. وشمل الوفد زابيل يسايان من أرمينيا، التي قدمت تقريرًا عن أسر النساء في أرمينيا ومقدونيا أثناء الحرب، ومارغريتا أنكونا، رئيسة الاتحاد الوطني المؤيد للاقتراع في إيطاليا؛ ونينا بويل (اتحاد جنوب أفريقيا)، وهي صحفية وعضو في رابطة حرية المرأة، وكان من بين المندوبين البلجيكيين جين بريغود، رئيسة الاتحاد البلجيكي للاقتراع وماري بارنت، رئيسة المجلس الوطني البلجيكي للمرأة والرابطة من أجل حقوق المرأة. وحضر المؤتمر أيضاً المندوبون البريطانيون راي ستريتشي عضو الاتحاد الوطني للجمعيات المعنية بحق المرأة في التصويت وروساموند سميث. والنساء الفرنسيات اللاتي شاركن في الوفد هن مارغريت دي ويت شلمبرغر؛ وسيسيل برونشفيغ، مؤسسة الاتحاد الفرنسي لاقتراع المرأة وأول أمين عام له؛ ومارغريت بيشون لاندري، رئيسة قسم التشريع في المجلس الوطني للمرأة الفرنسية. وكان أعضاء الوفود من الولايات المتحدة هم كاثرين بيمنت ديفيس، رئيسة إدارة المرأة للصحة الاجتماعية في حكومة الولايات المتحدة؛ وفلورنس جافري هاريمان، رئيسة لجنة المرأة في الحزب الديمقراطي؛ وجولييت باريت روبلي، عضو في الرابطة الوطنية لتحديد النسال ورابطة كورنيش [نيو هامبشاير] للمساواة في الاقتراع. واستفسر الوفد عما إذا كان من الممكن إدراج لجنة للمرأة في المؤتمر لمعالجة قضايا النساء والأطفال. وفي الاجتماع، اقترح ويلسون، بدلًا من ذلك، أن يشكل الدبلوماسيون الذكور من مؤتمر السلام لجنة نسائية يمكن للمؤتمر النسائي المشترك بين الحلفاء أن يعمل كمستشارين لها.

## بيبلوغرافيا
- Andrews، Fannie Fern (20 يونيو 1919). Letter to Carrie Chapman Catt (PDF) (Report). Boston. مؤرشف من الأصل (PDF) في 2022-12-04.  – via ASP: Women and Social Movements  [لغات أخرى]‏ (التسجيل مطلوب)
- Bard, Christine (2015). "Marguerite Pichon-Landry (1878–1972)". musea.univ-angers.fr (بالفرنسية). Angers: جامعة أنجي  [لغات أخرى]‏. Archived from the original on 2016-03-04. Retrieved 2019-10-05.{{استشهاد ويب}}:  صيانة الاستشهاد: علامات ترقيم زائدة (link)
- Bartoloni, Stefania (2016). "Rasponi Spalletti, Gabriella". treccani.it (بالإيطالية). Rome: Biographical Dictionary of Italians – Volume 86. Archived from the original on 2019-02-03. Retrieved 2019-10-04.
- Bouquet, Brigitte (2019). "Alphen-Salvador Gabrielle (1856–1920)". Cedias – Musée Social (بالفرنسية). Paris: Social Service History Research Group. Archived from the original on 2019-02-04. Retrieved 2019-10-04.
- Caron، Vicki (27 فبراير 2009). "Cécile Brunschvicg". Jewish Women's Archive. Brookline, Massachusetts: Jewish Women: A Comprehensive Historical Encyclopedia. مؤرشف من الأصل في 2016-03-03. اطلع عليه بتاريخ 2019-10-04.
- Carruthers، Amelia (2015). "Introduction to the World War One Centenary Series". في Kreisler، Fritz (المحرر). Four Weeks in the Trenches: The War Story of a Violinist. WWI Centenary Series (ط. Reprint of 1915 Houghton Mifflin publication with new introductory essays). Falls Village, CT: Last Post Press. ص. 5–6. ISBN:978-1-4733-6809-5.
- Chabot, Joceline (2003). Les débuts du syndicalisme féminin chrétien en France, 1899–1944 (بالفرنسية). Lyon: Presses Universitaires Lyon. ISBN:978-2-7297-0730-9. Archived from the original on 2021-08-10.
- Charnovitz، Steve (Winter 2003). "The Emergence of Democratic Participation in Global Governance (Paris, 1919)". كلية القانون في جامعة إنديانا. Bloomington, Indiana: Indiana University Press. ج. 10 ع. 1: 45–77. DOI:10.2979/gls.2003.10.1.45. ISSN:1543-0367. JSTOR:10.2979/gls.2003.10.1.45. S2CID:152797551.
- Clemente, Vincenzo (1986). "D'Amelio, Mariano". الموسوعة الإيطالية  [لغات أخرى]‏ (بالإيطالية). Rome: Dizionario Biografico degli Italiani, Volume 32. Archived from the original on 2019-05-24. Retrieved 2019-10-06.{{استشهاد ويب}}:  صيانة الاستشهاد: علامات ترقيم زائدة (link)
- Cobble، Dorothy Sue (2018). "1: 'The Other ILO Founders': 1919 and Its Legacies". في Boris، Eileen؛ Hoehtker، Dorothea؛ Zimmerman، Susan (المحررون). Women's ILO: Transnational Networks, Global Labour Standards, and Gender Equity, 1919 to Present. Leiden: دار بريل للنشر. ص. 27–49. ISBN:978-90-04-36043-3.
- Cobble، Dorothy Sue (مارس 2014). "A Higher "Standard of Life" for the World: U.S. Labor Women's Reform Internationalism and the Legacies of 1919". The Journal of American History. ج. 100 ع. 4: 1052–1085. DOI:10.1093/jahist/jau005. ISSN:0021-8723. S2CID:163492639. مؤرشف من الأصل في 2021-08-10. – via Oxford University Press's Oxford Academic (التسجيل مطلوب)
- Cobble، Dorothy Sue (Spring 2015). "Who Speaks for Workers? Japan and the 1919 ILO Debates Over Rights and Global Labor Standards". International Labor and Working-Class History. ج. 87 ع. 87: 213–234. DOI:10.1017/S0147547914000271. ISSN:0147-5479. S2CID:151562101. مؤرشف من الأصل في 2022-05-10.
- de Haan، Francisca (Winter 2004). "Getting to the Source: A "Truly International" Archive for the Women's Movement (IAV, now IIAV): From its Foundation in Amsterdam in 1935 to the Return of its Looted Archives in 2003" (PDF). مجلة تاريخ المرأة. مطبعة جامعة جونز هوبكينز. ج. 16 ع. 4: 148–172. DOI:10.1353/jowh.2004.0082. OCLC:71750482. S2CID:143990485. مؤرشف من الأصل (PDF) في 2017-04-28.
- Dostaler، Gilles (2007). Keynes and His Battles. Cheltenham: Edward Elgar Publishing. ISBN:978-1-78100-837-9. مؤرشف من الأصل في 2021-09-05.
- Downing، Margaret B. (5 يناير 1913). "Apostle of Peace to Schools (pt 1)". بوسطن غلوب. Boston, Massachusetts. ص. 56a. مؤرشف من الأصل في 2022-12-07. اطلع عليه بتاريخ 2019-10-04 – عبر أنسيستري.كوم. and Downing، Margaret B. (5 يناير 1913). "Apostle of Peace to Schools (pt 2)". بوسطن غلوب. Boston, Massachusetts. ص. 56a. مؤرشف من الأصل في 2022-12-07. اطلع عليه بتاريخ 2019-10-04 – عبر أنسيستري.كوم.
- Drexel، Constance (26 يناير 1919a). "French Prohibit Public Meetings Held for Wilson". شيكاغو تريبيون. Chicago, Illinois. The Chicago Tribune Foreign News Service. ص. 2. مؤرشف من الأصل في 2021-08-10. اطلع عليه بتاريخ 2019-10-05 – عبر أنسيستري.كوم.
- Drexel، Constance (16 فبراير 1919e). "Poincare Gives Women Hope of 'Place in Sun'". شيكاغو تريبيون. Chicago, Illinois. The Chicago Tribune Foreign News Service. ص. 3. مؤرشف من الأصل في 2021-08-10. اطلع عليه بتاريخ 2019-10-05 – عبر أنسيستري.كوم.
- Drexel، Constance (12 فبراير 1919b). "Suffragists in Paris Pleased at Wilson Visit". شيكاغو تريبيون. Chicago, Illinois. The Chicago Tribune Foreign News Service. ص. 2. مؤرشف من الأصل في 2021-08-10. اطلع عليه بتاريخ 2019-10-05 – عبر أنسيستري.كوم.
- Drexel، Constance (15 فبراير 1919d). "Women Adopt Peace Code". سان أنطونيو إكسبريس نيوز. San Antonio, Texas. شيكاغو تريبيون. ص. 3. مؤرشف من الأصل في 2021-08-10. اطلع عليه بتاريخ 2019-10-05 – عبر أنسيستري.كوم.
- Drexel، Constance (13 فبراير 1919c). "Women's Conference in Paris". شيكاغو تريبيون. Chicago, Illinois. The Chicago Tribune Foreign News Service. ص. 8. مؤرشف من الأصل في 2021-08-10. اطلع عليه بتاريخ 2019-10-05 – عبر أنسيستري.كوم.
- Dreyfus, Michel; Racine, Nicole (25 Oct 2008). "Duchêne Gabrielle (Duchêne Mathilde, Denise, dite)". Maitron (بالفرنسية). Paris. Archived from the original on 2016-03-04. Retrieved 2019-10-05.
- Edwards، John Carver (1991). Berlin calling: American Broadcasters in Service to the Third Reich. New York: Praeger Publishing. ISBN:978-0-275-93905-2. مؤرشف من الأصل في 2021-08-10.
- Ferguson، Fred S. (17 فبراير 1919). "French in Demand for Strong Action, pt. 1". The Fort Wayne Sentinel. Ft. Wayne, Indiana. يونايتد برس إنترناشيونال. ص. 1. مؤرشف من الأصل في 2021-08-10. اطلع عليه بتاريخ 2019-01-27 – عبر أنسيستري.كوم. and Ferguson، Fred S. (17 فبراير 1919). "French in Demand for Strong Action, pt. 2". The Fort Wayne Sentinel. Ft. Wayne, Indiana. يونايتد برس إنترناشيونال. ص. 5. مؤرشف من الأصل في 2021-08-10. اطلع عليه بتاريخ 2019-01-27 – عبر أنسيستري.كوم.
- Feutry, David (2017). Rebelles de la foi. Les protestants en France, XVI–XXIe siècle [Rebels of Faith: Protestants in France, XVI–XXI Centuries] (بالفرنسية). Paris: Éditions Belin. ISBN:978-2-410-01167-8. Archived from the original on 2022-04-28.
- Finch، George A. (أبريل 1919). "The Peace Conference of Paris, 1919". الدورية الأمريكية للقانون الدولي  [لغات أخرى]‏. Washington, D.C.: الجمعية الأمريكية للقانون الدولي. ج. 13 ع. 2: 159–186. DOI:10.2307/2188076. ISSN:0002-9300. JSTOR:2188076.{{استشهاد بدورية محكمة}}:  صيانة الاستشهاد: علامات ترقيم زائدة (link)
- Gérin, Paul (1969). "Louise Van den Plas et les débuts du "Feminisme Chrétien de Belgique"" [Louise Van den Plas and the beginnings of "Christian Feminism of Belgium"] (PDF). Belgisch Tijdschrift voor Nieuwste Geschiedenis (بالفرنسية). Brussels: Centre for Historical Research and Documentation on War and Contemporary Society. 1 (2): 254–275. ISSN:0035-0869. Archived from the original (PDF) on 2019-10-05. Retrieved 2019-10-05.
- Guerra, Elda (13 Jul 2012). L'Associazionismo internazionale delle donne tra diritti, democrazia, politiche di pace 1888 – 1939 [International Women's Rights Associations, Democracy, Peace Policies 1888 – 1939] (PDF) (PhD) (بالإيطالية). Viterbo: جامعة توشا. Archived from the original (PDF) on 2017-04-28. Retrieved 2019-01-23.
- Hansen، Harry (2 فبراير 1919). "Women of World Thank Wilson for Fostering Rights". The Oregon Daily Journal. Portland, Oregon. The Chicago Daily News. ص. 33. مؤرشف من الأصل في 2021-08-10. اطلع عليه بتاريخ 2019-10-05 – عبر أنسيستري.كوم.
- Hornbach, Katja Gerhartzaus (2003). Le madri della Patria: Bürgerliche Frauenbewegung, Nationalismus und Krieg in Italien (1900–1922) [Mothers of the Homeland: Civil women's movement, nationalism and war in Italy (1900–1922)] (PDF) (PhD) (بالألمانية). Düsseldorf: جامعة دوسلدورف. Archived from the original (PDF) on 2019-02-01. Retrieved 2019-10-06.
- Howarth، Janet (4 أكتوبر 2007). "Fawcett, Dame Millicent Garrett [née Millicent Garrett] (1847–1929)". قاموس أكسفورد للسير الوطنية (ط. أونلاين). دار نشر جامعة أكسفورد. DOI:10.1093/ref:odnb/33096.
- Johnson، Joan Marie (2017). Funding Feminism: Monied Women, Philanthropy, and the Women's Movement, 1870–1967. Chapel Hill: University of North Carolina Press. ISBN:978-1-4696-3470-8. مؤرشف من الأصل في 2021-08-28.
- Kimble، Sara L. (2016). "The rise of "Modern Portias": Feminist Legal Activism in Republican France, 1890s–1940s". في Kimble، Sara L.؛ Röwekamp، Marion (المحررون). New Perspectives on European Women's Legal History. New York: روتليدج. ص. 125–147. ISBN:978-1-317-57716-4.
- Law، Cheryl (2000). "Corbett-Ashby, Margery Irene". Women: A Modern Political Dictionary. London: أي بي توريس. ص. 45–46. ISBN:978-1-86064-502-0.
- Logan، Anne (17 يناير 2014). "Political Life in the Shadows: The Post Suffrage Political Career of S. Margery Fry (1874–1958)". Women's History Review. Abingdon, Oxfordshire: تايلور وفرانسيس. ج. 23 ع. 3: 365–380. DOI:10.1080/09612025.2013.820605. ISSN:0961-2025.
- Morant, Guillaume de (4 Aug 2014). "Nicole Girard-Mangin, première femme médecin sur le front" [Nicole Girard-Mangin, First Female Doctor at the Front]. باري ماتش (بالفرنسية). Paris. ISSN:0397-1635. Archived from the original on 2019-09-02. Retrieved 2019-10-04.
- Morton، Tara (2018). "Suffrage Societies Database Guide". Suffrage Resources. London: Historical Association and the Association for Citizenship Teaching. مؤرشف من الأصل في 2019-10-04. اطلع عليه بتاريخ 2019-10-04.
- Naldi، Nerio (2010). "17. Piero Sraffa in his Family: 1898 to 1916". في Vint، John؛ Metcalfe، J. Stanley؛ Kurz، Heinz D.؛ Salvadori، Neri؛ Samuelson، Paul (المحررون). Economic Theory and Economic Thought: Essays in Honour of Ian Steedman. London: روتليدج. ص. 257–295. ISBN:978-1-135-18300-4.
- Offen، Karen (2018). Debating the Woman Question in the French Third Republic, 1870–1920. Cambridge: مطبعة جامعة كامبريدج. ISBN:978-1-107-18804-4. مؤرشف من الأصل في 2021-08-10.
- Offen, Karen; Bruhat, Michèle (translator) (Dec 2005). ""La plus grande féministe de France". Mais qui est donc Madame Avril de Sainte-Croix?" ["The Greatest Feminist of France": But Who is Madame Avril de Sainte-Croix?]. Bulletin Archives du Féminisme (بالفرنسية). Rennes: Presses Universitaires de Rennes (9). Archived from the original on 2019-05-04. Retrieved 2019-10-04. {{استشهاد بدورية محكمة}}: |مؤلف2-الأول= باسم عام (help)
- Oldfield، Sybil، المحرر (2003). "France: The Inter-Allied Conference in Paris". International Woman Suffrage: Ius Suffragii 1913–1920. London: تايلور وفرانسيس. ج. IV: October 1918 – September 1920. ص. 88–89, 104–106. ISBN:978-0-415-25740-4.
- Pedersen، Jean Elisabeth (2019). "Women's Activist Social Novels and the French Search for Social Reform, 1880–1914". في Barton، Nimisha؛ Hopkins، Richard S. (المحررون). Practiced Citizenship: Women, Gender, and the State in Modern France. Lincoln: University of Nebraska Press. ص. 127–156. ISBN:978-1-4962-1247-4.
- Pietilä، Hilkka (31 مارس 1999). "Engendering the Global Agenda: A Success Story of Women and the United Nations" (PDF). European Consortium for Political Research Workshop. https://ecpr.eu/Events/PanelList.aspx?EventID=44. Mannheim, Baden-Württemberg: جامعة مانهايم. مؤرشف من الأصل (PDF) في 2017-05-13. اطلع عليه بتاريخ 2019-01-30. {{استشهاد بمنشورات مؤتمر}}: |مسار المؤتمر= بحاجة لعنوان (مساعدة)
- Poinsotte, Valérie (Jun 2002). "Archives Brunschvicg, Cécile (1 AF)". bu.univ-angers.fr (بالفرنسية). Angers: Bibliothèque Université D'Angers. Archived from the original on 2014-01-03. Retrieved 2019-01-29.
- Rupp، Leila J. (1997). Worlds of Women: The Making of an International Women's Movement. Princeton, NJ: دار نشر جامعة برنستون. ص. 211. ISBN:0-691-01675-5.
- Siegel، Mona L. (6 يناير 2019). "In the Drawing Rooms of Paris: The Inter-Allied Women's Conference of 1919". 133rd Annual Meeting of the American Historical Association 3–6 January 2019. Chicago, Illinois. excerpted from Siegel، Mona L. (2019). Peace on Our Terms: The Global Battle for Women's Rights After the First World War. New York: دار نشر جامعة كولومبيا. ISBN:978-0-231-19510-2.
- Slosson، Preston (سبتمبر 1920). "The Constitution of the Peace Conference". Political Science Quarterly. New York City, New York: Academy of Political Science. ج. 35 ع. 3: 360–371. DOI:10.2307/2142581. hdl:2027/osu.32435014547285. ISSN:0032-3195. JSTOR:2142581. مؤرشف من الأصل في 2022-04-07.
- Sluga، Glenda (2006). "5. Gender and the Apogee of Nationalism, 1914–1919". The Nation, Psychology, and International Politics, 1870–1919. London: Palgrave Macmillan. ص. 106–131. ISBN:978-1-349-28309-5.
- Sluga، Glenda (2000). "Female and National Self‐Determination: A Gender Re‐reading of 'The Apogee of Nationalism'". Nations and Nationalism  [لغات أخرى]‏. Wiley-Blackwell for the Association for the Study of Ethnicity and Nationalism. ج. 6 ع. 4: 495–521. DOI:10.1111/j.1354-5078.2000.00495.x. ISSN:1354-5078. مؤرشف من الأصل في 2022-09-25. اطلع عليه بتاريخ 2019-01-27.{{استشهاد بدورية محكمة}}:  صيانة الاستشهاد: علامات ترقيم زائدة (link)
- Stomfay-Stitz، Aline M. (7 أبريل 1994). "Peace Education for Children: Historical Perspectives". Annual Meeting of the American Educational Research Association. مركز معلومات مصادر التعلم. ED-381-464. اطلع عليه بتاريخ 2019-10-04.
- Willis، Angela (2018). "The Suffragist Caravanners". The National Motor Museum  [لغات أخرى]‏. Beaulieu, Hampshire: The National Motor Museum Trust. مؤرشف من الأصل في 2019-07-09. اطلع عليه بتاريخ 2019-10-05.{{استشهاد ويب}}:  صيانة الاستشهاد: علامات ترقيم زائدة (link)
- Wiltsher، Anne (1985). Most Dangerous Women: Feminist Peace Campaigners of the Great War (ط. 1st). London: Pandora Press. ISBN:978-0-86358-010-9. مؤرشف من الأصل في 2022-04-11.
- Zimmermann، Susan؛ Major، Borbala (2006). "Schwimmer, Róza (Bédy-Schwimmer, Bédi-Schwimmer, Rózsa, Rosika) (1877–1948)". في de Haan، Francisca؛ Daskalova، Krassimira؛ Loutfi، Anna (المحررون). Biographical Dictionary of Women's Movements and Feminisms: Central, Eastern, and South Eastern Europe: 19th and 20th Centuries. Budapest: الجامعة الأوروبية المركزية. ص. 484–490. ISBN:978-963-7326-39-4 – عبر مشروع ميوز  [لغات أخرى]‏.{{استشهاد بكتاب}}:  صيانة الاستشهاد: علامات ترقيم زائدة (link)
- "3 Amendments to League Held Over by Envoys". The St. Louis Star. St. Louis, Missouri. 28 مارس 1919. ص. 1. مؤرشف من الأصل في 2021-08-10. اطلع عليه بتاريخ 2019-01-27 – عبر أنسيستري.كوم.
- "Author Archives: Glenda Sluga". humanityjournal.org. Philadelphia, Pennsylvania: Humanity. 2016. مؤرشف من الأصل في 2017-06-06. اطلع عليه بتاريخ 2019-05-22.
- "Child Welfare to Be Topic of Experts of Four Countries". جريدة نيويورك تريبيون. New York, New York. 9 أبريل 1919a. ص. 4. مؤرشف من الأصل في 2021-08-10. اطلع عليه بتاريخ 2019-10-05 – عبر أنسيستري.كوم.
- "French Women See American Moving Pictures". The Greenville Daily News. Greenville, North Carolina. يونايتد برس إنترناشيونال. 25 يناير 1919. ص. 1. مؤرشف من الأصل في 2021-08-10. اطلع عليه بتاريخ 2019-10-05 – عبر أنسيستري.كوم.
- "Global Feminisms and 1919: Centennial Reconsiderations". 133rd Annual Meeting of the American Historical Association 3–6 January 2019, Chicago, Illinois. https://web.archive.org/web/20190129192619/https://aha.confex.com/aha/2019/webprogram/Session17803.html. Washington, D. C.: الجمعية التاريخية الأمريكية. 6 يناير 2019. مؤرشف من الأصل في 2019-01-29. اطلع عليه بتاريخ 2019-01-29. {{استشهاد بمنشورات مؤتمر}}: |مسار المؤتمر= بحاجة لعنوان (مساعدة)
- "Official Report". الغارديان. London. 12 أبريل 1919. ص. 9. مؤرشف من الأصل في 2021-11-15. اطلع عليه بتاريخ 2019-05-28 – عبر أنسيستري.كوم.
- "Suffragists to Ask Conference Delegates to Back Resolution". جريدة نيويورك تريبيون. New York, New York. 12 فبراير 1919b. ص. 2. مؤرشف من الأصل في 2021-08-10. اطلع عليه بتاريخ 2019-01-27 – عبر أنسيستري.كوم.
- "Témoignages de 1914–1918: Puech-Milhau, Marie-Louise (1876–1966)" [Testimonies of 1914–1918: Puech-Milhau, Marie-Louise (1876–1966)]. Crid1418 (بالفرنسية). Marseilles: Collectif de Recherche International et de Débat sur la Guerre de 1914–1918. 13 Jun 2015. Archived from the original on 2019-04-22. Retrieved 2019-10-04.
- The Council of Ten: Minutes of Meetings January 12 to February 14, 1919 (PDF) (Report). Washington, DC: United States Department of State. 1919. مؤرشف من الأصل (PDF) في 2017-02-05. اطلع عليه بتاريخ 2019-01-27.
- "They Got Equality for Women in the League of Nations". شيكاغو تريبيون. Chicago, Illinois. 29 أبريل 1919. ص. 5. مؤرشف من الأصل في 2021-08-10. اطلع عليه بتاريخ 2019-10-06 – عبر أنسيستري.كوم.
- "Votes for Women No Peace Problem". فيلادلفيا انكوايرر. Philadelphia, Pennsylvania. 27 يناير 1919. ص. 4. مؤرشف من الأصل في 2022-03-26. اطلع عليه بتاريخ 2019-01-27 – عبر أنسيستري.كوم.
- "W.C.T.U. Convention". The Colonist  [لغات أخرى]‏. Nelson. ج. LXI رقم  15059. 30 أبريل 1919. ص. 2. مؤرشف من الأصل في 2022-10-05. اطلع عليه بتاريخ 2019-10-05 – عبر المكتبة الوطنية في نيوزيلندا.{{استشهاد بخبر}}:  صيانة الاستشهاد: علامات ترقيم زائدة (link)
- "Women and Children". سيدني مورنينغ هيرالد. Sydney, New South Wales. 17 فبراير 1919. ص. 7. مؤرشف من الأصل في 2021-08-10. اطلع عليه بتاريخ 2019-10-05 – عبر أنسيستري.كوم.
- "Women and Peace". The Auckland Star. Auckland. ج. L رقم  93. 19 أبريل 1919. ص. 16. مؤرشف من الأصل في 2022-10-05. اطلع عليه بتاريخ 2019-10-05 – عبر المكتبة الوطنية في نيوزيلندا.
- "Women and the Peace Conference". الغارديان. London. 18 فبراير 1919. ص. 5. مؤرشف من الأصل في 2021-10-08. اطلع عليه بتاريخ 2019-10-05 – عبر أنسيستري.كوم.
- "Women as a Factor in the Political Campaign". The Daily Arkansas Gazette  [لغات أخرى]‏. Little Rock, Arkansas. 8 سبتمبر 1912. ص. 44. مؤرشف من الأصل في 2021-08-10. اطلع عليه بتاريخ 2019-10-04 – عبر أنسيستري.كوم.{{استشهاد بخبر}}:  صيانة الاستشهاد: علامات ترقيم زائدة (link)
- "Women Who Plead for International Suffrage". The Star Tribune. Minneapolis, Minnesota. 16 مارس 1919. ص. 10. مؤرشف من الأصل في 2021-08-10. اطلع عليه بتاريخ 2019-05-11 – عبر أنسيستري.كوم.
- Year book of the Woman's Peace Party. Chicago, Illinois: Women's Peace Party. 1916.
- "Women's Suffrage". الغارديان. London. 24 يونيو 1912. ص. 14. مؤرشف من الأصل في 2021-08-10. اطلع عليه بتاريخ 2019-10-05 – عبر أنسيستري.كوم.